# Santuari de la Mare de Déu de l'Esperança
|  | Per a altres significats, vegeu «Santuari de la Mare de Déu de l'Esperança (Onda)». |

La Mare de Déu d'Esperança és un santuari i ermita a poc menys d'un kilòmetre al nord de la vila de Cruïlles davant de la qual es dreça una creu de terme. El paratge és conegut popularment amb el nom d'"Esperança" (sense l'article).

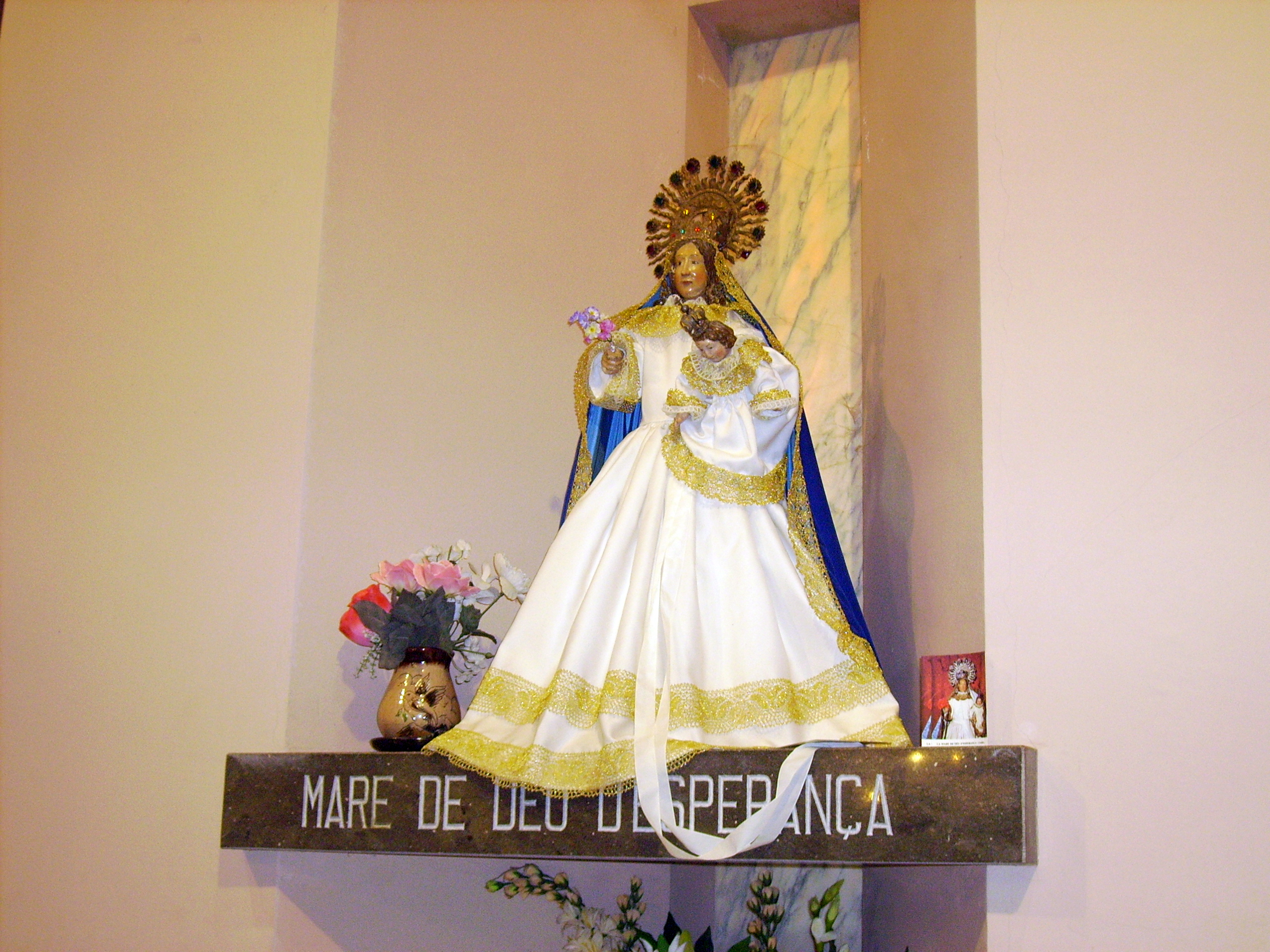
Imatge de la Mare de Déu d'Esperança de Cruïlles

La capella i la casa de l'ermità formen un sol cos d'edificació cobert amb teulat a dos vessants sobre els murs laterals, la qual cobreix també un gran pòrtic o galilea. Al fons hi ha la façana amb la porta, amb llinda monolítica i motllures i un òcul en la part de la capella, on hi ha també una pila beneitera decorada amb testes alades. L'esglesiola és d'una nau coberta amb volta de llunetes, amb motlluratges; hi ha dues capelles laterals, a cada costat, que tenen voltes de creueria. En diferents murs hi ha restes de pintura mural dels segles xviii i xix; al frontis, pintada, hi figura la data 1755. La imatge titular, al cambril, és una petita talla barroca, actualment "vestida"; hi ha fragments dispersos d'un retaule barroc. La construcció és de rebles i morter, amb carreus angulars.
Trona de pedra situada a la galilea del santuari, al cos lateral de l'edificació que tanca aquest pòrtic pel sud a l'alçada del pis. Recolzada en una gran mènsula decorada amb un cap alat, el basament presenta motllures decorades amb nombrosos motius escultòrics en relleu. La barana, a la part frontal, té un requadre on, en alt relleu, s'hi representa la Verge amb l'Infant a coll. Completen la decoració quatre columnetes i altres motius geomètrics. A sota i a sobre del relleu de la verge hi ha una inscripció amb una part esborrada: "FRAN ANTOLI COLLS ME FECIT FRA IAUMA IS". La trona és de pedra sorrenca de color marronós clar. Al mateix pòrtic i al mur oposat al de la trona hi ha rastres ja insignificant de rajoles decorades en blau. A les rajoles del sostres hi ha pintada la data 1833.
«Amb data del 13 de maig d'aquest any (1413) el Dr. Pere Garriar, vicari general del bisbe Ramon Descatllar, publica una circular en la qual fa constar que alguns fidels fan vida eremítica en la dita capella, i que havent-la edificat "de novo" i havent-hi col·locat un altar a honor de la Verge Maria, necessitava encara la reparació d'ornaments. A tal fi venia a publicar una indulgència, que renoven el prelat esmentat en 1414, Dalmau de Mur en 1415 -17 i Andreu Bertran en 1427» (L.G. Constans, op. Cit. P.122).
Fa pocs anys que s'ha recuperat l'aplec popular del diumenge següent al 8 de setembre. Hi ha moltes oracions, goigs i cobles dedicades a aquesta marededeu de Cruïlles. Mn.Joan Marquès, fill del poble, ha difós molt la seva devoció i ha escrit sobre la història del santuari i la Mare de Déu d'Esperança.